# Ferdinand Dhkar
Ferdinand Dhkar (* 26. Februar 1962 in Longkaluh, Meghalaya) ist ein indischer römisch-katholischer Geistlicher und Bischof von Jowai.

## Leben
Ferdinand Dhkar besuchte das Knabenseminar in Upper Shillong und studierte anschließend Philosophie am Christ King College sowie Theologie am Oriens Theological College des Erzbistums Shillong, für das er am 23. Januar 1994 das Sakrament der Priesterweihe empfing.
Nach der Priesterweihe war er zunächst für ein Jahr Studiendekan am Knabenseminar. Anschließend war er bis 2009 in verschiedenen Gemeinden in der Pfarrseelsorge und von 2007 bis 2009 zusätzlich als Schulleiter tätig. Mit der Errichtung des Bistums Jowai am 28. Januar 2006 wurde er in dessen Klerus inkardiniert. Von 2009 bis Anfang 2021 war er als Prokurator für die wirtschaftlichen Angelegenheiten des Bistums Jowai verantwortlich. Nach der Ernennung Victor Lyngdohs zum Erzbischof von Shillong war er ab 2021 Diözesanadministrator des Bistums Jowai.
Papst Franziskus ernannte ihn am 8. Juli 2023 zum Bischof von Jowai. Sein Amtsvorgänger in Jowai und Erzbischof von Shillong, Victor Lyngdoh, spendete ihm am 1. Oktober desselben Jahres die Bischofsweihe. Mitkonsekratoren waren der Erzbischof von Guwahati, John Moolachira, und der Erzbischof von Imphal, Dominic Lumon.